# Нгалоп
Нгалоп, або бутанські бхотія (дзонґ-ке སྔ་ལོང་, вайлі snga-long, англ. Ngalop) — етнічна група Бутану тибетського походження. Мігрували в Бутан з Тибету на початку IX століття.

## Населення
Нгалоп зосереджені в західних і центральних районах Бутану, де загальна чисельність населення в 2010 році склала близько 708 500 чоловік. В кінці 1980-х років, згідно з офіційною статистикою, нгалоп, шарчоп і племінні групи становили до 72 % населення. Згідно з переписом 1981 року, чисельність шарчоп становила 30 % населення, а нгалоп — близько 17 %. Довідник ЦРУ по країнах світу оцінював загальну чисельність нгалоп і шарчоп близько 50 % від загальної кількості населення, або 354 200 осіб. Якщо припустити, що чисельність шарчоп більше чисельності нгалоп у співвідношенні 3:2, то загальна чисельність нгалоп становить 141 700 осіб.

## Мова
Нгалоп говорять на дзонг-ке. Так як нгалоп політично і культурно домінують в Бутані, то дзонг-ке стала офіційною мовою. Інші групи, які себе культурно ідентифікують з нгалоп, розмовляють мовами кхенг та бумтанг. Значною мірою навіть шарчоп східного Бутану, які говорять на мові цангла, взяли культуру нгалоп і їх можна зарахувати до цієї єтнічної групи.

## Релігія
Нгалоп значною мірою є послідовниками тибетського буддизму, зокрема, школи Друкпа Каг'ю, яка є державною релігією Бутану. Значна кількість також належать школі Ньїнгма.

## Спосіб життя
Нгалоп в основному займаються сільським господарством, вирощують рис, картоплю, ячмінь та інші культури помірного клімату. Основною їжею є цампа (страва з ячмінного борошна з додаванням масла яка і тибетського чаю), молочні продукти та м'ясо. Нгалоп будують будинки з дерева, каменя, глини і цегли. Вони також відомі будівництвом великих фортець-монастирів дзонгів, в яких тепер розташовуються урядові установи. Король Бутану і більшість членів уряду належать до нгалоп, всі громадяни країни повинні дотримуватися правил поведінки і дрес-коду Дріглам Намжа, які притаманні нгалоп.